# 増田与
増田 与（増田與、ますだ あとう、1929年 - ）は、日本の国際関係論学者、早稲田大学名誉教授。
千葉県生まれ。1951年早大法学部卒、同大学院修士課程修了。1961‐62年に、バンドンのパジャジャラン大学法学部大学院博士課程、法学博士（LLD）。早大社会科学研究所教授、1994年退職。国際関係論、インドネシア現代史。

## 著書
- 『インドネシア』岩波新書、1966
- 『インドネシア現代史』中央公論社、1971
- 『太平洋共同体論 環太平洋連帯の黎明』霞山会、1980
- 『インドネシア学とその歴史 これも「三十三年の夢」』北樹出版、1989、フマニタス選書
- 『太平洋共同体新論』北樹出版、1991、フマニタス選書

### 共編著
- 『現代インドネシアの社会と文化』後藤乾一、村井吉敬共著、現代アジア出版会、1979
- 『太平洋共同体 その構想と現実』峰島旭雄共編著、原書房、1989

### 翻訳
- 『スカルノ大統領の特使 鄒梓模回想録』編訳、中公新書、1981

## 参考
- 『インドネシア』『スカルノ大統領の特使』著者、訳者紹介
- 「増田与教授年譜・著作目録」(増田与教授退職記念号)『社会科学討究』1994-12